# Bićine
Bićine falu Horvátországban Šibenik-Knin megyében. Közigazgatásilag Skradinhoz tartozik.

## Fekvése
Šibenik központjától légvonalban 10, közúton 23 km-re északra, községközpontjától 2 km-re északnyugatra, Dalmácia középső részén, az A1-es autópálya északi oldalán fekszik.

## Története
A településnek 1857-ben 110, 1910-ben 241 lakosa volt. Az első világháború után rövid ideig az Olasz Királyság, ezután a Szerb-Horvát-Szlovén Királyság, majd Jugoszlávia része lett. 1991-ben lakosságának 92 százaléka katolikus horvát, 7 százaléka pravoszláv szerb volt. A délszláv háború idején a település a szerbek által elfoglalt terület határára esett, de védői sikerrel verték vissza a JNA és a szerb szabadcsapatok támadását. Így mindvégig horvát kézen maradt. A településnek 2011-ben 174 lakosa volt. A katolikus hívek a skradini Kisboldogasszony plébániához tartoztak.

## Lakosság
| Lakosság változása | Lakosság változása | Lakosság változása | Lakosság változása | Lakosság változása | Lakosság változása | Lakosság változása | Lakosság változása | Lakosság változása | Lakosság változása | Lakosság változása | Lakosság változása | Lakosság változása | Lakosság változása | Lakosság változása | Lakosság változása |
| ------------------ | ------------------ | ------------------ | ------------------ | ------------------ | ------------------ | ------------------ | ------------------ | ------------------ | ------------------ | ------------------ | ------------------ | ------------------ | ------------------ | ------------------ | ------------------ |
| 1857               | 1869               | 1880               | 1890               | 1900               | 1910               | 1921               | 1931               | 1948               | 1953               | 1961               | 1971               | 1981               | 1991               | 2001               | 2011               |
| 110                | 0                  | 125                | 176                | 198                | 241                | 228                | 340                | 283                | 307                | 322                | 331                | 318                | 258                | 196                | 174                |